# Дама в белом
«Дама в белом» (нем. Dame in Weiß) — незаконченный женский портрет австрийского художника Густава Климта, одна из последних его работ.
На поясном портрете вполоборота изображена молодая улыбающаяся женщина в белом одеянии с узором в горошек, по-импрессионистски размытом и напоминающем по стилю переписанный «Портрет женщины». По яркому макияжу искусствоведы предполагают, что неизвестная могла бы быть танцовщицей варьете или актрисой и именно театральный грим мог привлечь художника, предпочитавшего в качестве моделей гламурный тип женщин-соблазнительниц. Картина чётко разделяется на две части — чёрный и белый треугольники. Преобладание женской эротики и идиллических пейзажей в творчестве художника во время Первой мировой войны многие современники клеймили декадентством, но в действительности Климт так, гармонией и любовью, пытался бороться с сумраком войны, за мир.
После смерти художника портрет оказался в собственности художницы Бронции Коллер-Пинель, а после её смерти в 1934 году неопределённое время — её мужа Хуго Коллера и сына Руперта. Галерея Бельведер приобрела картину в 1948 году у арт-дилера Фридриха Вельца.